# Ырусте
Ы́русте (эст. Õruste) — деревня в волости Валга уезда Валгамаа, Эстония.
До административной реформы местных самоуправлений Эстонии 2017 года входила в состав волости Ыру (упразднена).

## География и описание
Расположена в 16 км к северо-востоку от волостного и уездного центра — города Валга. Высота над уровнем моря — 50 метров.
На территории деревни находится заповедник Ыру. Его площадь составляет 12,1 га. Целью охраны склада Ору является охрана переходных и сплавинных болот, а также родников и родниковых болот.
Климат умеренный. Официальный язык — эстонский. Почтовые индексы: 67111, 67194 (до востребования).

## Население
По данным переписи населения 2021 года, в Ырусте насчитывалось 65 жителей, из них 63 (96,9 %) — эстонцы.
По данным переписи населения 2011 года, в деревне проживали 94 человека, из них 91 (96,8 %) — эстонцы.
Численность населения деревни Ырусте по данным переписей населения:
| Год  | 1959 | 1970  | 1979  | 1989  | 2000  | 2011 | 2021 |
| ---- | ---- | ----- | ----- | ----- | ----- | ---- | ---- |
| Чел. | 201  | ↘ 157 | ↘ 141 | ↘ 121 | ↗ 123 | ↘ 94 | ↘ 65 |

## История
До 1977 года деревня Ырусте называлась деревней Ыру, а современный посёлок Ыру назывался поселением Саксаматси (эст. Saksamatsi asund). Ырусте — древняя большая и разбросанная деревня, охватывавшая ранее и территорию посёлка Ыру. В 1977 году с Ырусте были объединены деревни Мудаоя (эст. Mudaoja) и Мынеку (эст. Mõneku). 

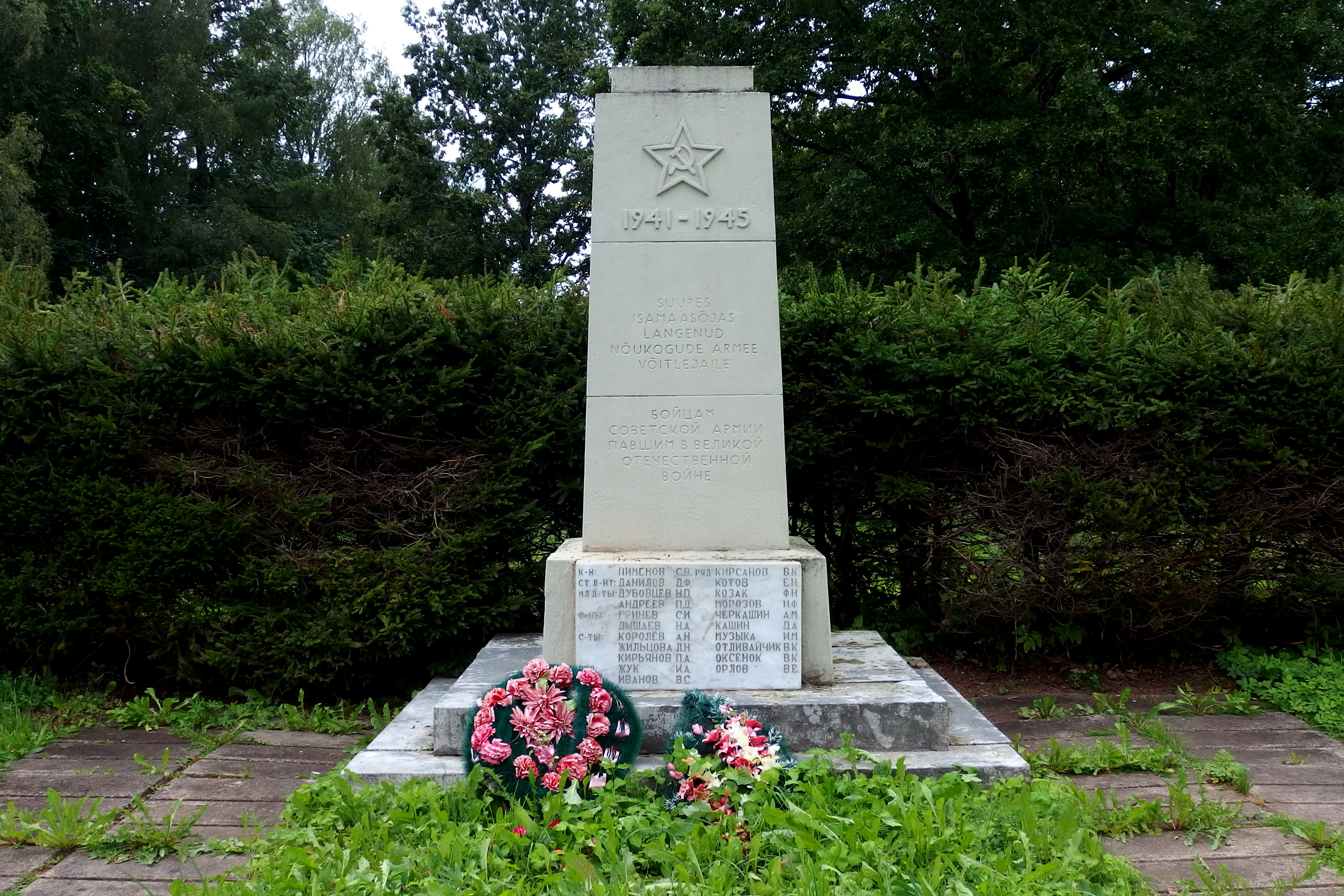
Советский памятник на братской могиле павших во II мировой войне в Ырусте, 2014 год. Демонтирован в 2023 году

В советское время деревня находилась на землях совхоза «Валга» и относилась к Ырускому сельсовету. 
В 1950 году на расположенной на территории Ырусте братской могиле советских воинов, павших во Второй мировой войне (исторический памятник с 1997 до 2023 года), был установлен памятник с надписью «1941—1945 Воинам Советской армии, павшим во Второй мировой войне». В протоколе от 30 ноября 2022 года рабочая группа по советским памятникам при Госканцелярии Эстонии признала памятник «красным монументом», подлежащим замене на т.н. «нейтральный». Памятник был демонтирован весной 2023 года и заменён на другой: на поверхности земли тёмно-серая плита на белой плите несколько большего размера и с табличкой на эстонском языке «Жертвы Второй мировой войны»  (см. Список советских военных памятников Эстонии).

## Происхождение топонима
Название деревни происходит от называния ручья Ыру, который сегодня известен как Мудаоя (эст. Mudaoja —« Илистый ручей»). 